# Verzée
Verzée – rzeka we Francji, przepływająca przez tereny departamentów Loara Atlantycka oraz Maine i Loara, o długości 52,1 km. Stanowi dopływ rzeki Oudon.